# Selekcja (gra terenowa)
Selekcja – gra terenowa odbywająca w Polsce corocznie od roku 1998 do roku 2017, w okresie letnim. Szefem Selekcji jest major rezerwy Arkadiusz Kups.

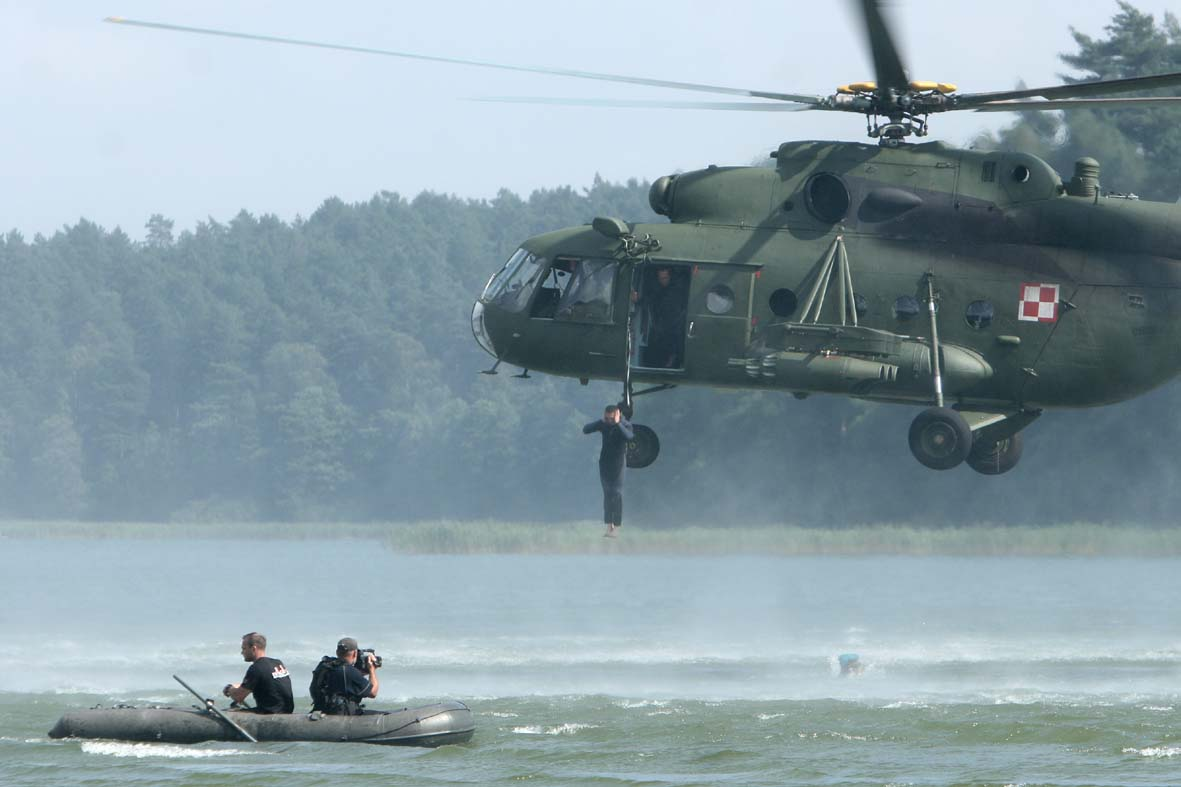
Selekcja 2007 - zajęcia wodne

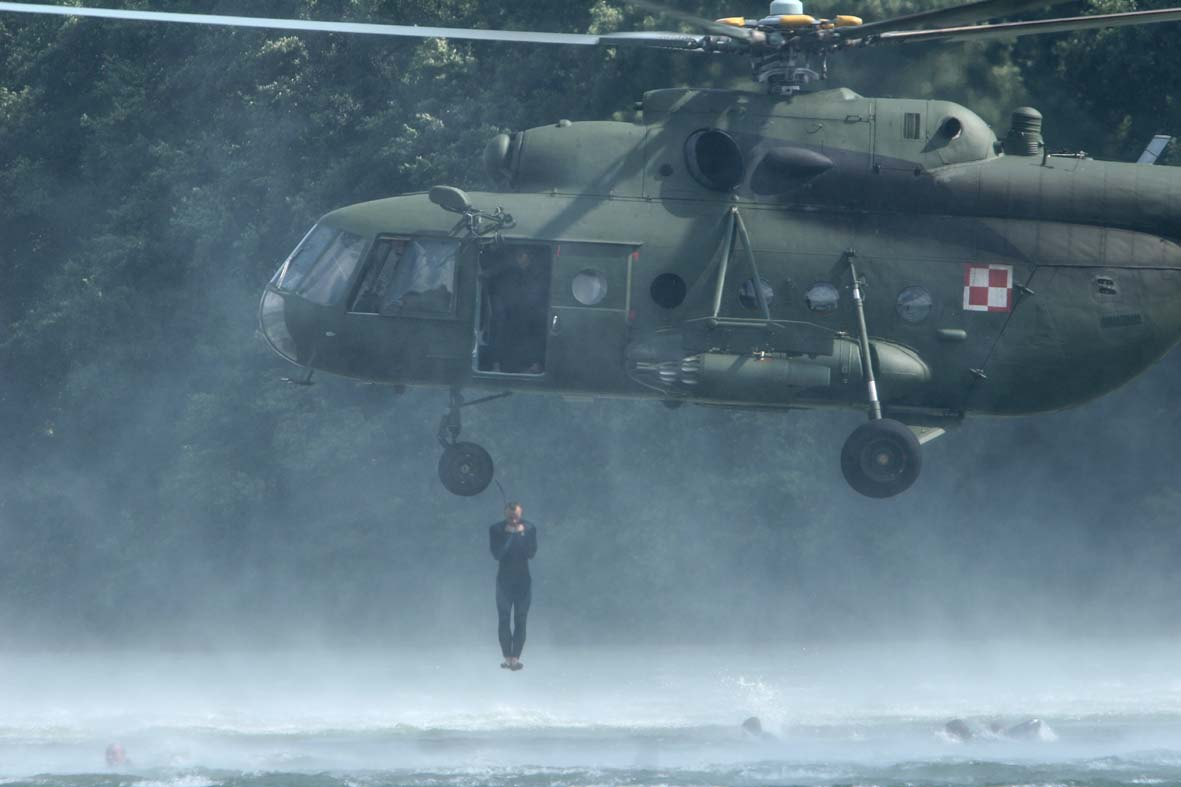
Selekcja 2007 - zajęcia wodne

Przed rozpoczęciem samego konkursu dokonywana jest preselekcja. Zasady imprezy oparte są na rekrutacji do jednostek specjalnych, a część z osób, które pomyślnie ukończyły Selekcję, znalazło później zatrudnienie w takich jednostkach, jak: JW GROM, JWK, JW Formoza oraz JW AGAT. Zawodnicy mierzą się z licznymi zadaniami, a sama trasa przebiega przez tereny bagniste i leśne. Gra rozgrywana jest na terenie poligonu drawskiego i trwa przeważnie 5 dni. Od edycji z roku 2004, w ramach imprezy wprowadzona została tzw. Preselekcja, będąca testem wydolnościowym, a mająca na celu odrzucenie kandydatów o słabszym aparacie krążeniowo-oddechowym. XIV Selekcją z 2011 roku ukończyło 13 osób. Do XV edycji z 2012 roku zgłosiło się 700 chętnych. W 2014 roku na Selekcję zgłosiło się ponad 300 uczestników, z czego całą grę terenową ukończyło tylko 14 osób. W roku 2017 imprezę ukończyło jedynie 7 osób, w tym jedna kobieta (jako dziewiąta kobieta w historii całej imprezy).
Relacje z imprezy nadawane były przez program drugi Telewizji Polskiej (do IX edycji), TV4 (X i XI edycja). Relacje z XII i XIII edycji zostały zrealizowane, ale nie zostały nigdy wyemitowane. Relacje od XIV edycji można oglądać na antenie TVN Turbo.
XX Selekcja, która miała miejsce w 2017 roku, była ostatnią imprezą w cyklu. Relacja była emitowana na antenie Polsat Play.